# هيكتور كامبانا
هيكتور كامبانا (بالإسبانية: Héctor Campana)‏ مواليد 10 نوفمبر 1964، هو لاعب كرة سلة أرجنتيني سابق بدأ مسيرته الاحترافية في سنة 1976 وكان يحمل الرقم 5.

## فرق لعب لها
- نادي أتلتيكو ريفر بليت

## روابط خارجية
- هيكتور كامبانا على موقع الاتحاد الدولي لكرة السلة (الإنجليزية)
- هيكتور كامبانا على موقع كرة السلة الأوروبية.كوم (الإنجليزية)
- هيكتور كامبانا على موقع ريلجم (الإنجليزية)